# Mount Murray
Mount Murray är ett berg i Antarktis. Det ligger i Östantarktis. Nya Zeeland gör anspråk på området. Toppen på Mount Murray är 1 031 meter över havet, eller 70 meter över den omgivande terrängen. Bredden vid basen är 1,9 km.
Terrängen runt Mount Murray är huvudsakligen kuperad, men norrut är den bergig. Trakten är obefolkad. Det finns inga samhällen i närheten.